# Le Tigre blanc (film, 2021)
Pour les articles homonymes, voir Le Tigre blanc et White Tiger.
Pour plus de détails, voir Fiche technique et Distribution.
Le Tigre blanc (The White Tiger) est un film dramatique américano-indien écrit, coproduit et réalisé par Ramin Bahrani, sorti en 2021 d'après l'adaptation du roman indien Le Tigre blanc (en) (The White Tiger) d'Aravind Adiga.
Le film relate l'histoire de Balram, issu d'une caste de serviteurs, qui se libère de l'état perpétuel de servitude.

## Synopsis
L'entrepreneur indien Balram Halwai envoie un e-mail au Premier ministre chinois Wen Jiabao, demandant une rencontre dans le cadre de sa venue en Inde et racontant l'histoire de sa vie. Il affirme sa conviction que la sous-classe indienne est piégée dans un état perpétuel de servitude, comme des poulets dans un poulailler.
Au début des années 2000, à Laxmangarh (en), dans le Rajasthan, Balram se voit offrir une bourse dans une école de Delhi en raison de ses excellents résultats scolaires, en lui indiquant qu'il est un « tigre blanc », c'est-à-dire une exception qui ne vient qu'une fois par génération.
Cependant, lorsque son père est incapable de payer « La Cigogne » (« The Stork »), le riche propriétaire des environs, la grand-mère de Balram le force à travailler dans la maison de thé du village et il ne retourne jamais à l'école.
Devenu adulte, Balram aspire à devenir chauffeur pour le fils de « La Cigogne », Ashok, qui est revenu des États-Unis où il a fait ses études, avec sa femme Pinky, une Indienne ayant grandi à New York. Embauché comme deuxième chauffeur, il fait chanter le chauffeur principal, qui cache sa religion musulmane à son patron islamophobe, et devient le chauffeur attitré d'Ashok et de Pinky lorsque ceux-ci se rendent à Delhi afin de défendre les intérêts familiaux en corrompant des politiciens. Contrairement aux autres membres de leur famille, Ashok et Pinky traitent généralement Balram avec respect et finissent par se rapprocher de lui, tout en le considérant comme un serviteur.
Le soir de l'anniversaire de Pinky, celle-ci et Ashok se saoulent et forcent Balram à laisser Pinky conduire la voiture qui heurte accidentellement un enfant dans une rue sombre et déserte. Sur les conseils de Balram, le trio ne porte pas secours à la victime et s'enfuit, laissant l'enfant pour mort. « La Cigogne » et son fils aîné Mukesh, dit « La Mangouste », forcent Balram à signer des aveux pour le rendre seul responsable de l'accident en cas de plainte et d'enquête. Toutefois, personne ne semble avoir rapporté l'accident à la police donc personne n'est inculpé. Après cet accident, et en raison de l'attitude  de la famille de son mari, Pinky quitte secrètement l'Inde pour retourner à New York. Balram feint de se rapprocher d'Ashok — qui semble sombrer dans une dépression depuis que Pinky l'a quitté — mais il commence alors à profiter de la situation en lui facturant de faux reçus de réparation pour sa voiture, en revendant une partie de l'essence, ou en utilisant le véhicule comme un taxi sans licence.
La grand-mère de Balram envoie de manière inattendue l'un de ses jeunes neveux, Dharam, vivre avec lui pour qu'il apprenne à devenir chauffeur de maître. Au même moment, Balram pense que son maitre cherche quelqu'un pour le remplacer. Balram assassine alors Ashok et s'enfuit de la ville avec son neveu avec une grande quantité d'argent liquide, destiné à payer des pots-de-vin aux politiciens indiens. Un mandat d'arrêt est lancé contre Balram mais il échappe à la capture.
S'établissant à Bangalore, Balram corrompt la police locale et lance un service de taxi privé pour les employés des centres d'appels que de nombreuses entreprises étrangères ont établis dans cette ville indienne. Il traite ses chauffeurs comme des employés et non comme des serviteurs, et assume la responsabilité personnelle et financière de tout incident causé par eux. Balram a par ailleurs changé son nom, se faisant appeler Ashok Sharma.

## Fiche technique
Sauf indication contraire, les informations mentionnées dans cette section peuvent être confirmées par la base de données cinématographiques IMDb,  présente dans la section « Liens externes ».
- Titre original : The White Tiger
- Titre français : Le Tigre blanc
- Réalisation : Ramin Bahrani
- Scénario : Ramin Bahrani, d'après le roman homonyme d'Aravind Adiga
- Musique : Danny Bensi et Saunder Jurriaans
- Direction artistique : Yasmin Sethi et Tiya Tejpal
- Décors : Chad Keith
- Costumes : Smriti Chauhan
- Photographie : Paolo Carnera
- Montage : Ramin Bahrani et Tim Streeto
- Production : Ramin Bahrani et Mukul Deora (en)

Production déléguée : Prem Akkaraju (en), Priyanka Chopra, Ava DuVernay, Ken Kamins, Sarah Perlman Bremner et Paul Ritchie
- Sociétés de production : Lava Media ; ARRAY, Noruz Films et Purple Pebble Pictures (coproductions)
- Société de distribution : Netflix
- Pays d'origine :  États-Unis /  Inde
- Langues originales : anglais et hindi
- Genre : drame
- Durée : 125 minutes
- Date de sortie : Monde : 22 janvier 2021 (Netflix)

## Distribution
- Adarsh Gourav (en) (VF : Paul Jeanson) : Balram Halwai
- Rajkummar Rao (en) (VF : Valentin Merlet) : Ashok
- Priyanka Chopra Jonas (VF : Léovanie Raud) : Pinky
- Vedant Sinha : Dharam
- Kamlesh Gill (en) : la grand-mère de Balram
- Mahesh Manjrekar (VF : Féodor Atkine) : « La Cigogne »
- Vijay Maurya (en) (VF : Simon Volodine) : Mukesh, dit « La Mangouste »
- Swaroop Sampat (en) : « la grande socialiste » (inspirée de Pratibha Patil)
- Nalneesh Neel (en) : Vitiligo
- Aaron Wan : le Premier ministre chinois (inspiré de Li Keqiang)

## Distinction

### Nomination
- Oscars 2021 : Meilleur scénario adapté pour Ramin Bahrani

### Documentation
- [PDF] (en) « Script du film Le Tigre blanc », sur Deadline (consulté le 29 janvier 2021).